# Bistum Dunblane

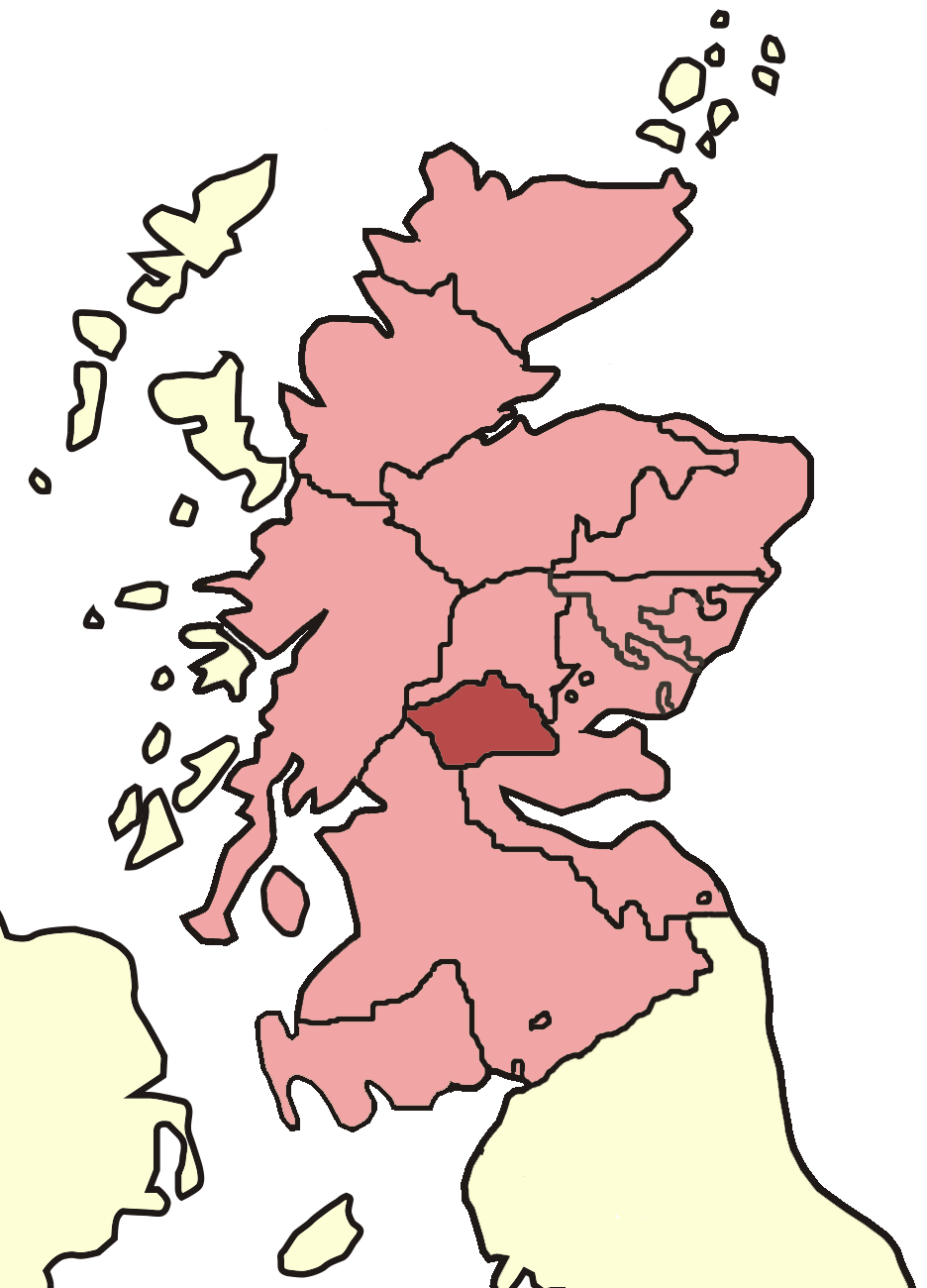
Dunblane (rot) und die anderen schottischen Diözesen im 12. Jahrhundert

Das Bistum Dunblane (lat.: Dioecesis Dunblanensis) war ein Bistum in Schottland. Es bestand zunächst als  Bistum der lateinischen, dann als Bistum der reformierten Church of Scotland und zuletzt als Bistum der Scottish Episcopal Church.

## Entstehung
Über die Geschichte des Bistums Dunblane ist nur wenig bekannt, weil fast alle Urkunden und Aufzeichnungen des Bistums aus der Zeit vor 1551 verloren gegangen sind. Im 12. Jahrhundert war Schottland noch zu weiten Teilen von der iroschottischen Kirche geprägt. Um 1150 wurde auf Veranlassung von Ferchard, 2. Earl of Strathearn das Bistum Dunblane der lateinischen Kirche gegründet. Dabei erkannte Papst Eugen III. die Earls of Strathearn als Patronatsherren des Bistums an, was für ein lateinisches Bistum sehr ungewöhnlich war. Vermutlich wurde Dunblane als Sitz der Diözese gewählt, weil sich dort eine Niederlassung der Culdeer befand. Möglicherweise wechselten nach der Errichtung des Bistums zahlreiche Geistliche der iroschottischen Kirche in den Dienst der lateinischen Kirche, doch bis mindestens 1272 bestand in Dunblane neben der Kathedrale eine Niederlassung der Culdeer. Der Sprengel des kleinen Bistums umfasste Strathearn und Menteith, was im Mittelalter eine arme und nur dünn besiedelte Region war. Verschiedentlich wurde das Bistum auch als Bistum Strathearn bezeichnet. Die ersten Pfarreien waren Tullibody, Muthill, Tillicoultry und Kilbryde, wenig später folgten Inchmahome, Kincardine-in-Menteith und Logie, die alle zwischen 1170 und etwa 1196 entstanden. Bereits um 1170 wurden ein Kathedralkapitel, ein Archidiakon, ein Kanzler und ein Dekan von Dunblane  erwähnt. Wie die meisten anderen schottischen Bistümer war auch Dunblane zunächst direkt der Kurie und keinem Erzbistum unterstellt, was die Bulle Cum universi 1192 bestätigte. 

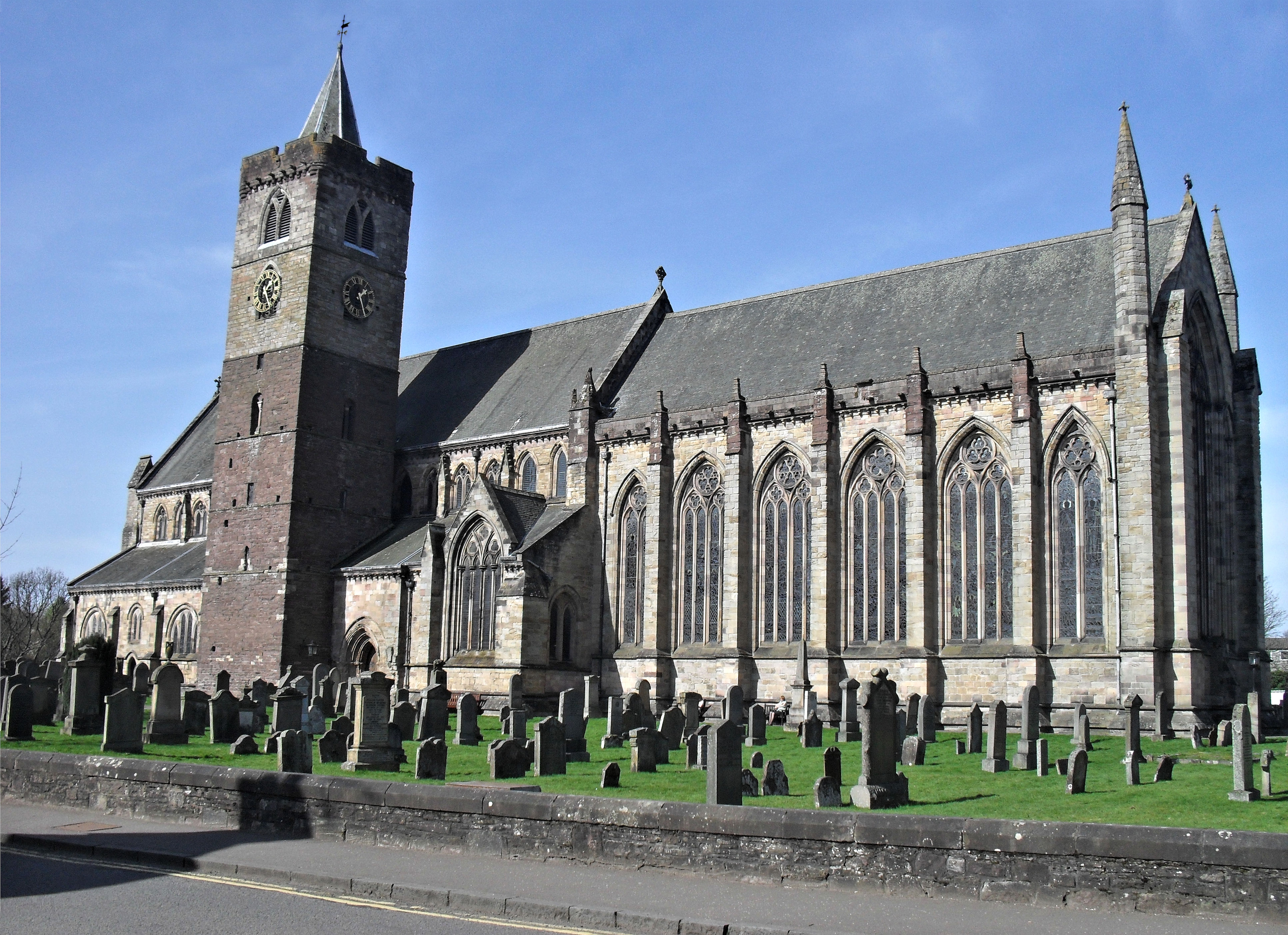
Die Kathedrale von Dunblane

## Das mittelalterliche Bistum
Bischof Abraham brachte ab 1212 erstmals normannische Geistliche nach Dunblane. 1274 gehörten 38 Gemeinden zum Bistum Dunblane. Die Diözese Dunblane blieb jedoch unter dem Patronat der Earls of Strathearn. Gilbert, 3. Earl of Strathearn war ein großzügiger Förderer von mehreren Klöstern der Region und vermachte diesen ab 1200 die Rechte an zahlreichen Pfarreien des Bistums. Als Folge davon sanken die Einkünfte des Bistums erheblich. Vermutlich war bereits im 12. Jahrhundert mit dem Bau einer Kathedrale in Dunblane begonnen worden, die jedoch beim Amtsantritt von Bischof Clement 1233 noch unvollendet war. Durch Verhandlungen erreichte Clement, dass die Diözese einen Teil der Einkünfte von allen Pfarreien erhielt. Im Gegenzug wurden die Priore bzw. Äbte von Cambuskenneth, Arbroath, Inchmahome und Lindores von Amts wegen Mitglieder des Kathedralkapitels von Dunblane. Dank der gestiegenen Einkünfte konnte Clement die alte Kathedrale abreißen lassen und mit dem Bau einer neuen Kathedrale beginnen. Bei seinem Tod 1258 war der Bau schon weit fortgeschritten oder sogar schon vollendet. Erst Bischof Michael Ochiltree gelang es 1443, die Einkünfte des weiterhin armen und kleinen Bistums erheblich zu verbessern, als ihm der Grundbesitz des hingerichteten Walter, Earl of Atholl, Caithness und Strathearn in Strathearn zugesprochen wurde. Dabei wurde das Patronatsrecht der Earls abgeschafft, wobei die schottischen Könige aber ab dem 15. Jahrhundert selbst ein Patronatsrecht für Benefizien beanspruchte. 1472 wurde Dunblane als Suffraganbistum der zum Erzbistum erhobenen Diözese St Andrews unterstellt. Als 1492 das Bistum Glasgow zum Erzbistum erhoben wurde, wurde die Diözese Dunblane dem neuen Erzbistum unterstellt, doch 1500 wurde Dunblane wieder dem Erzbistum St Andrews untergeordnet.

## Reformation und Ende des lateinischen Bistums
1560 wurde in Schottland die Reformation eingeführt und die geistliche Autorität der Päpste abgeschafft. Aufgrund der schwankenden Haltung von Königin Maria Stuart wurde Bischof William Chisholm aber nicht abgesetzt, sondern durfte im Amt bleiben. 1561 wurde sogar sein Neffe William Chisholm II zum Koadjutor bestellt. Nach dem Tod seines Onkels 1564 wurde er neuer römisch-katholischer Bischof von Dunblane. Er durfte die Einkünfte der Bischöfe beziehen, aber keine Gottesdienste mehr feiern. Als enger Vertrauter von Maria Stuart wurde er nach deren Sturz 1567 angeklagt, so dass er ins Exil fliehen musste. 1573 wurde er durch den Act of Conformity abgesetzt, worauf mit Andrew Graham ein reformierter Bischof gewählt und geweiht wurde.

## Das Bistum Dunblane der reformierten Church of Scotland
Die Aufgaben der reformierten Bischöfe der Church of Scotland beschränkten sich aber vor allem auf Verwaltungsaufgaben, dabei wurden trotz verschiedener Reformvorschläge die Grenzen der mittelalterlichen Bistümer und damit deren ungleiche Verteilung beibehalten. Die reformierte Gemeinde von Dunblane nutzte nur den Chorraum der Kathedrale, worauf das Langhaus zur Ruine verfiel. Nach der Einführung eines neuen, anglikanisch geprägten Scottish Prayer Book 1637 kam es zu Protesten der sogenannten Covenanters, worauf das Bischofsamt 1638 abgeschafft wurde. Erst mit der Stuart-Restauration wurde 1661 wieder das Bischofsamt eingeführt. Der neue Bischof von Dunblane, Robert Leighton stiftete 1684 seine Bibliothek für die Geistlichen der Diözese, worauf die Leighton Library in Dunblane gebaut wurde. Nach der Glorious Revolution leistete Bischof Robert Douglas wie die anderen schottischen Bischöfe nicht den Treueeid auf den neuen König Wilhelm von Oranien, worauf im Juli 1689 die Bistümer und das Amt des Bischofs in der Church of Scotland abgeschafft wurden. Dagegen gab es innerhalb der Kirche Widerstand, worauf sich die Scottish Episcopal Church von der Church of Scotland abspaltete.

## Das Bistum Dunblane der Scottish Episcopal Church
Die Scottish Epispocal Church wurde 1711 gesetzlich anerkannt und errichtete 1731 wieder ein Bistum mit Sitz in Dunblane. Die Kathedrale von Dunblane blieb aber im Besitz der Church of Scotland. Da diese nun keine Bischöfe mehr hatte, verlor sie ihren Status als Kathedrale. 1776 wurde das Bistum Dunblane der Scottish Epispocal Church mit dem Bistum Dunkeld zusammengelegt, dieses wurde 1842 mit dem Bistum St Andrews zum Bistum Saint Andrews, Dunkeld und Dunblane mit Sitz in Perth zusammengelegt.